# Aixanti (dialecte)
L'aixanti, aixanti-twi o asante és un dialecte de la llengua àkan que parlen els aixantis, que viuen sobretot a Ghana, però també a altres països com Costa d'Ivori, Togo i Libèria. Segons l'ethnologue, l'axixanti és un dialecte del twi, juntament amb l'akuapem, que al seu torn és un dialecte de l'àkan. En el glottolog, l'akuapem i l'asante són considerats dialectes de l'àkan.
L'aixanti és un dels tres dialectes literaris de l'àkan que es parla al sud de Ghana. És la llengua principal de la regió Aixanti. S'entén amb l'akuapem.

## Geolingüística
Segons el joshuaproject, hi ha el següent nombre d'aixantis:
- Canadà - 1.300 aixanti-twis
- Costa d'Ivori - 310.000 aixanti-twis
- Dinamarca - 1.800 aixanti-twis
- Ghana - 3.820.000 aixanti-twis
- Libèria - 47.000 aixanti-twis
- Països Baixos - 18.000 aixanti-twis
- Noruega - 1.800 aixanti-twis
- Togo - 72.000 aixanti-twis
- Regne Unit - 25.000 aixanti-twis
- Estats Units - 75.000 aixanti-twis

### Aixantis a Costa d'Ivori
Els 318.000 aixantis de Costa d'Ivori viuen a l'est del país, a la zona que envolta la ciutat d'Abengourou, a les regions d'Indénié Djuablin i de Comoé Meridional, entre Apromponou (al nord) i Ayamé, al sud.

### Aixantis a Ghana
La majoria dels 4.240.000 aixantis ghanesos tenen el seu territori a gairebé la totalitat de la regió Aixanti i a les zones limítrofes de les regions veïnes.

### Aixantis a Libèria
Els 47.500 aixantis liberians viuen a la capital, Monròvia, i les zones veïnes.

### Aixantis a Togo
Els 72.000 aixantis togolesos viuen a la zona de la capital, Lomé.